# Biserica ortodoxă Sf. Petru și Pavel din Cernăuți
Biserica ortodoxă „Sfinții Apostoli Petru și Pavel” (în ucraineană Церква Апостолів Петра і Павла) este un lăcaș de cult ortodox situat pe strada Storojinețka din orașul Cernăuți, în Ucraina. Construită în perioada interbelică în stil neoromânesc, biserica reprezintă un reper al moștenirii arhitecturale și religioase românești din Bucovina de Nord.

## Istoric
Inițiativa ridicării bisericii a aparținut preotului Corvin, care slujea anterior într-o mică capelă de lemn. Noul edificiu din piatră și cărămidă a fost construit în anii 1930 și a fost sfințit în 1938 de către mitropolitul Visarion, întâistătător al Mitropoliei Bucovinei.
O inscripție de pe placa comemorativă de deasupra ușii menționează că biserica a fost ridicată „pe cheltuiala Mitropoliei Bucovinei”.

### Situația contemporană
În 2025, în ciuda voinței enoriașilor, biserica a fost transferată de către autoritățile locale către Biserica Ortodoxă a Ucrainei. Viitorul slujbelor în limba română din biserică este incert, deoarece vicariatul ortodox român din cadrul BOaU este inactiv.

## Arhitectură
Biserica este construită în stil neoromânesc, caracterizat prin elemente tradiționale românești reinterpretate, cu influențe bizantine. Planul lăcașului urmează tiparul cruciform, cu turnuri de inspirație brâncovenească.

## Galerie

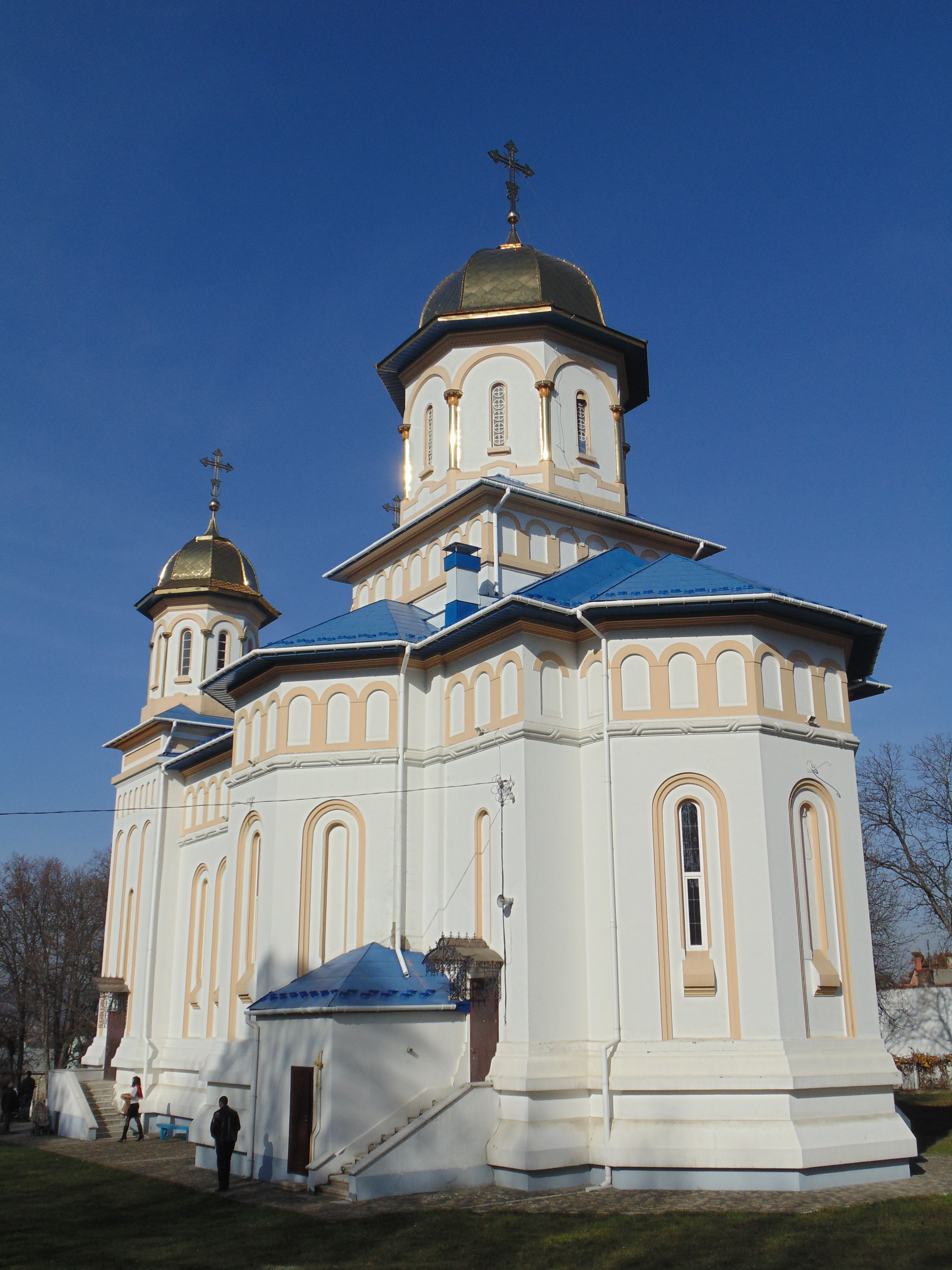
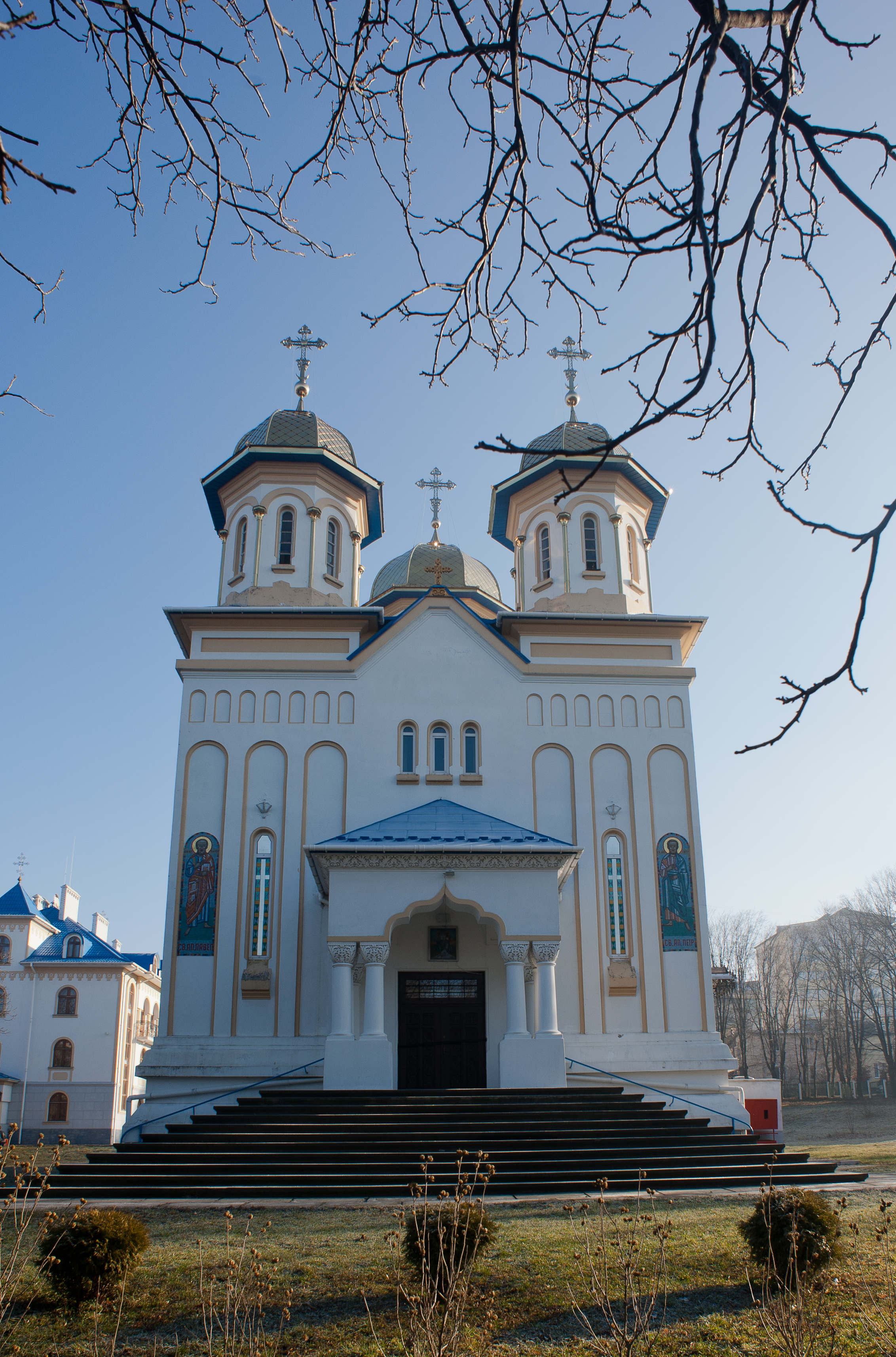